# Victor Étienne Gautreau
Pour les articles homonymes, voir Gautreau.
Victor Étienne Gautreau, dit Gautreau père, né le 13 septembre 1815 à Brie-Comte-Robert (Seine-et-Marne), mort le 9 mai 1887 à Brie-Comte-Robert est un rosiériste-obtenteur de Seine-et-Marne.

## Biographie
Membre et trésorier de la Société des rosiéristes de la Brie fondée en 1865, société organisatrice des premières expositions « spéciales de roses » placée sous le patronage de l’impératrice Eugénie en 1867, il est le créateur de 23 variétés de roses dont la 'Camille Bernardin' (1865) fut la plus plébiscitée.
Chevalier du Mérite agricole en 1885, horticulteur-rosiériste à Brie-Comte-Robert (Seine-et-Marne), il fut un des principaux vulgarisateurs de cette industrie. Il a été lauréat dans un grand nombre de concours horticoles en France et à l’étranger.
Marié à Brie-Comte-Robert le 9 mars 1837 avec Geneviève Augustine Simonnet (1815-1887), de cette union naquirent en 1837 et 1839, deux fils, Victor-Henri et Charles-Auguste qui poursuivront la culture dans la pépinière paternelle. Deux petits-fils Gautreau, aussi rosiéristes, s’installeront au début du XXe siècle pas très loin à Grisy-Suisnes, mais dans des conditions professionnelles de plus en plus difficiles, loin de l’époque de la notoriété du grand-père Victor Étienne.
Par ailleurs, il signe comme témoin au mariage de son neveu l’inventeur Henri Gautreau le 23 janvier 1886.
En mai 1886, soit tout juste un an avant sà mort, Gautreau père est membre du jury, pour la « section des plantes et fleurs », à la grande exposition de printemps que la Société nationale d'horticulture de France tient dans le grand pavillon de la ville de Paris aux Champs-Élysées. Il officie aux côtés de Scipion Cochet de Suisnes, Guillot fils (J.-Baptiste) de Lyon, Henri Desfossés d'Orléans, Émile Varenne de Rouen et Jean Hoibian de Paris.

### Tisserand puis rosiériste dès 1845

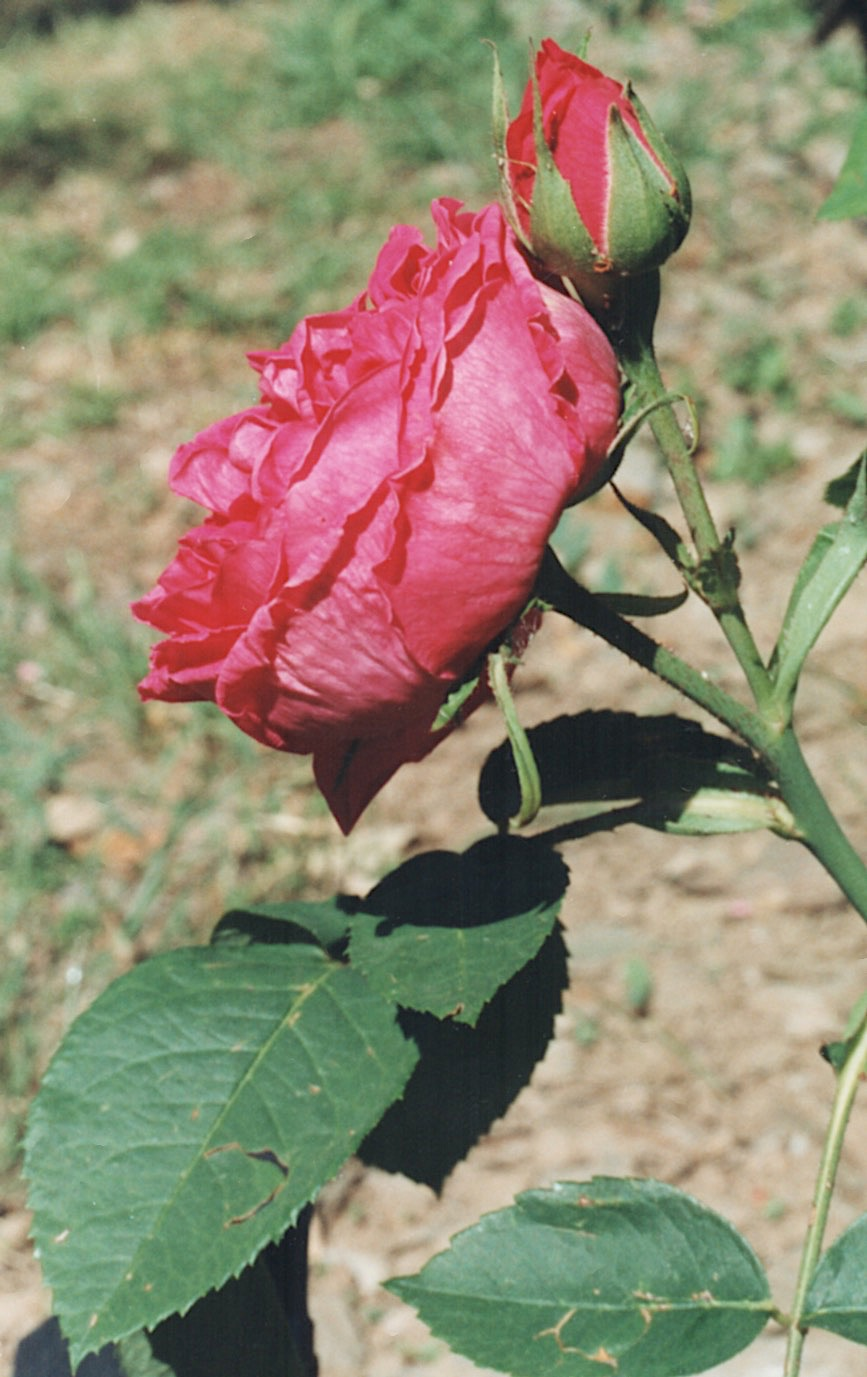
Rose 'Mademoiselle Élise Chabrier' de Victor E. Gautreau (photo mai 1996)

Victor Étienne Gautreau exerça d’abord comme tisserand à Brie-Comte-Robert, dans la lignée de son père Charles (1785-1832), compagnon nantais dit Plaisance, de son grand-père Mathurin Gotreau (1755-ap.1819), compagnon-tisserand et ses deux arrière-grands-pères Sébastien Gautron (1718-1755) tixier, et Charles Abel Bizet (1726-1781) tisserand à Nantes paroisse Saint-Jacques.
Il embrassa la carrière de rosiériste sur le tard à l’âge de trente ans, en 1845. C’était une période où la culture des roses commençait à s’implanter dans la région briarde en lieu et place d’une vigne ravagée par le phylloxéra.
Suivant les traces des rosiéristes précurseurs locaux qu’étaient alors Louis-Xavier Granger et Pierre Cochet (père de Scipion Cochet) de Suisnes, Gautreau père allait mettre lui aussi à profit son goût pour la reproduction des fleurs hérité de sa lignée maternelle Denise, des jardiniers du château du Vaudoy à Brie-comte-Robert.
Avec vingt-trois variétés de roses mises au commerce de 1863 à 1879, Victor Étienne Gautreau restera le troisième obtenteur le plus prolifique de Seine-et-Marne derrière Louis-Xavier Granger (trente-trois variétés de 1850 à 1870) et Jean Desprez (vingt-cinq variétés de 1830 à 1854), juste devant Scipion Cochet (dix-neuf variétés de 1852 à 1886).

### 1865-1885: Les expositions

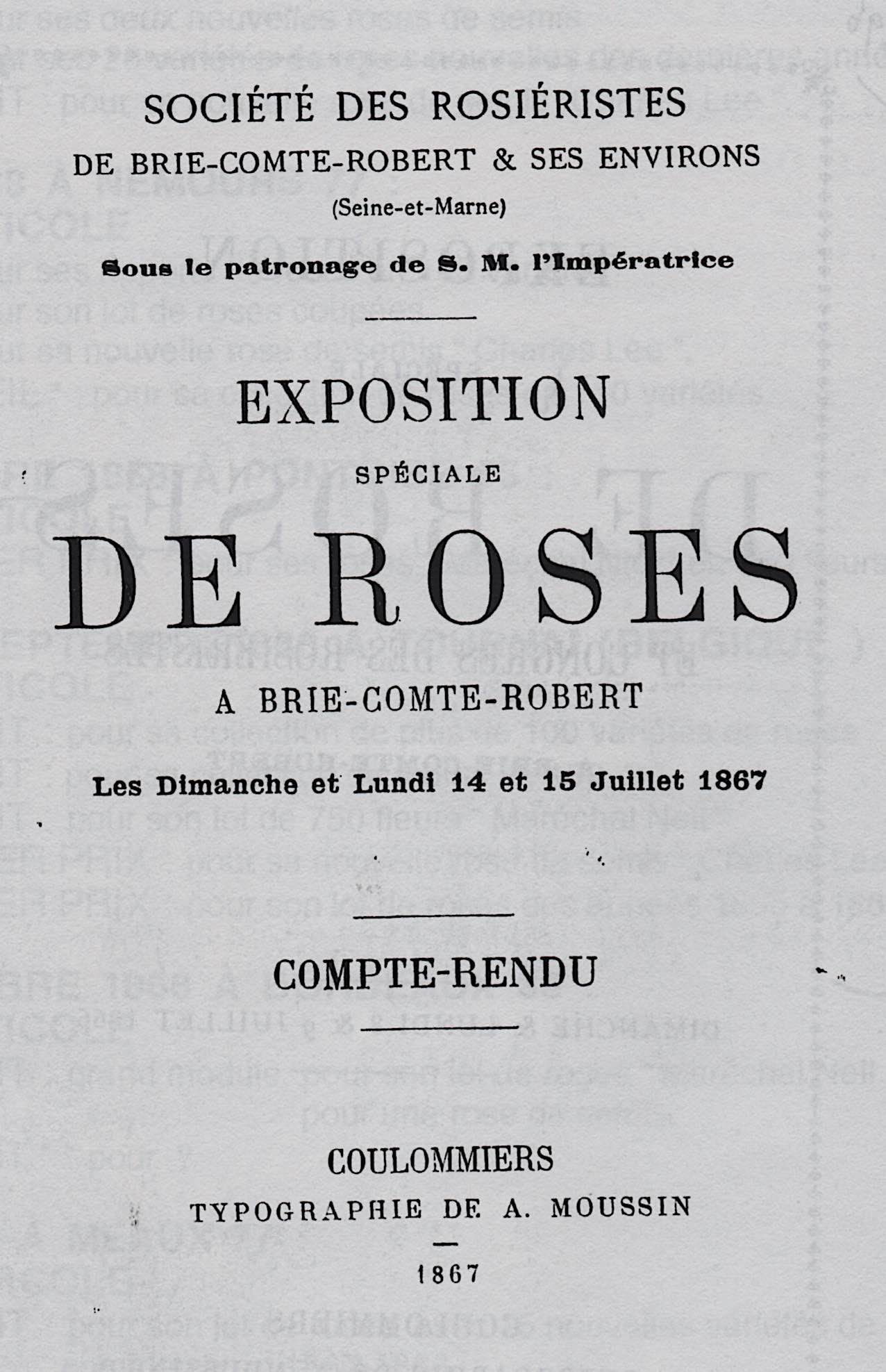
Compte-rendu de l’exposition de Brie-Comte-Robert 1867

À partir de 1865, les expositions de roses allaient connaître un succès grandissant en France et à l’étranger, portées par une mode toute acquise à la cause des roses.
La première de ces rencontres eut lieu à Brie-Comte-Robert le 10 juillet 1865 où 63 500 roses furent présentées.
Le fondateur de ces manifestations est Camille Bernardin (1831-1894), avocat, homme politique et président de la récente Société des rosiéristes de Brie-Comte-Robert. Une société qui sera aussi présente lors de nombreuses autres rencontres horticoles en France et à l’étranger afin de promouvoir les productions et les nouveaux semis des 89 puis 110 horticulteurs-rosiéristes répartis sur treize communes.
Cette exposition « spéciale de roses », première d’une longue série, mit en concurrence divers lots de roses ainsi que les dernières créations de choix des rosiéristes de la région. Le jury se composait de professionnels français reconnus : Baltet, Guillot, Verdier, Lévêque, Dupuy-Jamain.
La rose nouvelle la plus méritante fut baptisée 'Camille Bernardin' en l’honneur de l’organisateur de la manifestation et récompensait les années de travail de l’obtenteur Victor E. Gautreau. Cet hybride remontant 'Camille Bernardin', lancé au commerce cette même année 1865, restera pour son créateur sa réalisation la plus appréciée, surtout en Angleterre, mais aussi en Allemagne et en Belgique où cette variété et d’autres de Gautreau s’adaptaient mieux au climat.

### Bilan des prix de 1865 à 1887
Lors d’une exposition, des médailles d’argent et de vermeil étaient décernées dans les divers concours afin de donner une chance de récompense aux exposants les moins bien achalandés. La médaille d’or revenait au lauréat du concours général, lequel se voyait décerner une coupe ou un prix d’honneur si la manifestation était assez importante.
Environ un rosiériste sur dix aura pu décrocher le prix du concours général. Scipion Cochet de Suisnes fut le plus efficace avec une vingtaine de consécrations, suivi de Gautreau père & fils (16 fois), d’Alexis Poulain (7 fois), de Louis-Xavier Granger, Aubin-Cochet, Céchet père & fils et Vilin père & fils (chacun 5 fois), de Charles Vaurin (2 fois) , etc..

#### Principaux succès du rosiériste Gautreau aux manifestations spéciales de roses ou d’horticulture
- Médaille d’or, en juillet 1866 à Brie-Comte-Robert[24]
- Médaille de bronze en juin 1867 à l'Exposition universelle de Paris[25]
- Deux médailles d’or, en juillet 1867 à Brie-Comte-Robert[26]

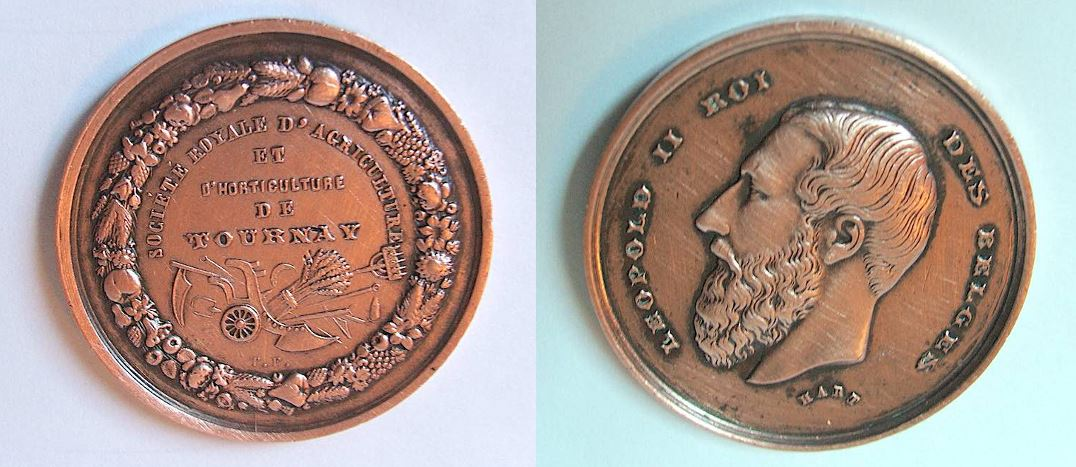
Médaille exposition de Tournay 1869

- Médaille d’or, en juin 1868 à Coulommiers[27] puis à Nemours[28]
- Médailles d'or et de bronze en 1868 au Havre[29]Médaille exposition de Tournay 1869
- Médaille d’or, en juin 1869  à Tournai (Belgique)[30] puis à Montereau[31]
- Médaille d’or, en septembre 1869 à Corbeil[32]
- Médaille d’or, en juin 1870 à Coulommiers[33]
- Médaille d’or du député le comte Horace de Choiseul, en septembre 1873 à Brie-Comte-Robert[34]
- Médaille d’or des députés de Seine-et-Marne, en juin 1874 à Nemours[35]

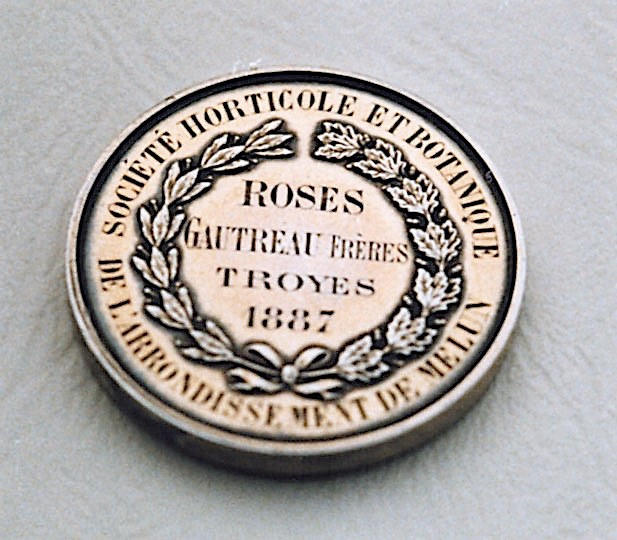
Médaille de vermeil pour 100 variétés de roses, Troyes 1887

- Grand Prix du roi Léopold II, en juillet 1874 à Liège (Belgique)[36]
- Grande Médaille encadrée, en juillet 1874 à Spa (Belgique)[37]
- Médaille d’or du ministre de l’Agriculture, en septembre 1874 à Coulommiers[38]
- Coupe d’honneur en juillet 1876 à Brie-Comte-Robert[39]
- Prix d’honneur (médaille d’or) du ministre de l’Agriculture, en juillet 1878 à Brie-Comte-Robert[40]
- Grande médaille d’or du préfet de Seine-et-Marne, en juillet 1879 à Brie-Comte-Robert[41]
- Médaille de vermeil en août 1879 à Nancy[42]
- Médaille d’or du député le comte Horace de Choiseul, en septembre 1881 à Grisy-Suisnes[43]
- Prix d’honneur (médaille d’or) du préfet de Seine-et-Marne, en septembre 1881 à Coulommiers[44]
- Médaille d’or, en août 1882 à Nogent-sur-Marne[45]
- Coupe de Sèvres du Président de la République, en juillet 1883 à Brie-Comte-Robert[46]
- Coupe d’honneur, en juillet 1885 à Brie-Comte-Robert[47]

#### Autres médailles
Il s'agit de médailles de vermeil (17) d'argent (19) et de bronze (3) reçues aussi aux expositions ci-dessus, ou à d’autres : septembre 1868 à Tournai (Belgique), juin 1869 à Meaux, juillet 1869 à Bruxelles, juin 1873 à Spa (Belgique), juin 1875 à Enghien-les-Bains, septembre 1875 à Corbeil, septembre 1876 à Coulommiers, septembre 1877 à Brie-Comte-Robert, juillet 1878 à Mormant, août 1882 à La Varenne St.-Hilaire, juillet 1887 à Troyes.

### 1874: 700 fleurs de l’imposante rose 'Paul Neyron' exposées en Belgique
Produite par l’obtenteur lyonnais Antoine Levet en 1869, la rose 'Paul Neyron' considérée comme la plus grosse des roses eut un vif succès. Victor E. Gautreau fut l’un des premiers séduits et la culture de cette variété ne devait plus quitter sa pépinière. Le 13 juillet 1874 à Spa (Belgique), il en présenta 700 belles fleurs, une quantité qui ne sera jamais égalée : 

« Le trophée de roses du milieu de l'Exposition mérite une description particulière. il avait la forme d'une pyramide (...) était garni au sommet de plusieurs rangs de la fameuse rose 'Paul Neyron', venait ensuite une triple rangée de splendides roses 'Maréchal Niel', puis un double feston de roses 'Charles Margottin', pour terminer par quatre splendides rangées de la rose 'Paul Neyron'. Cet ensemble a fait l'admiration des visiteurs pendant toute la durée de l'exposition, nous pouvons constater que jamais, dans aucune exposition de France et de l’étranger, on n'a montré tant de roses 'Paul Neyron', il y en avait 700 fleurs ; c'est du reste la plus large rose connue jusqu'à ce jour dans les collections des rosiéristes (...) Grande médaille encadrée à M. Gautreau père, rosiériste à Brie-Comte-Robert, pour l'ensemble de ses lots de roses (...) et pour le trophée de roses ornementales du centre de l'exposition qui contenait 700 fleurs de la rose 'Paul Neyron', 250 'Maréchal Niel' et 200 roses 'Charles Margottin'. »

### Ses autres plus gros apports avec lesquels il fut primé

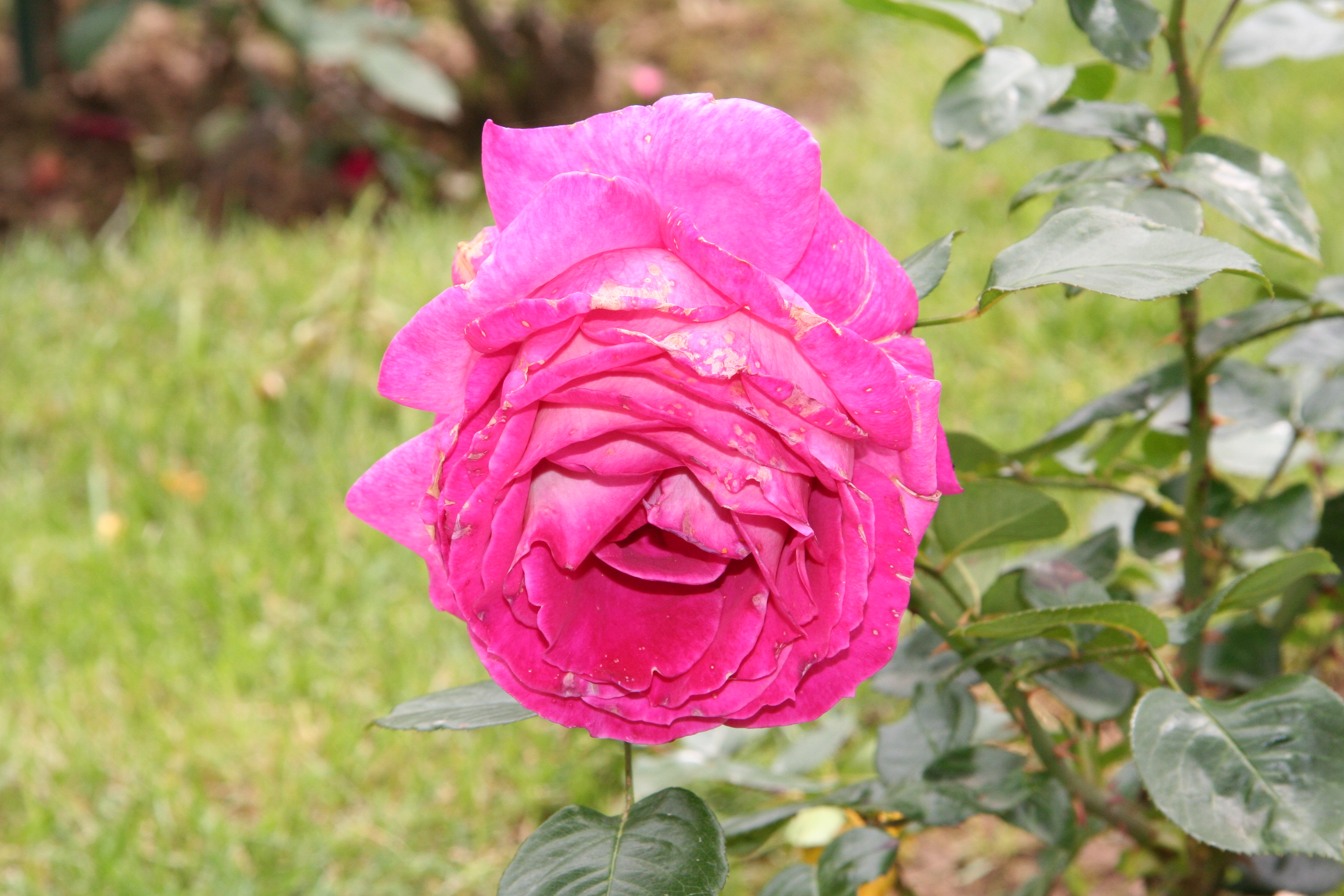
Rose 'Baronne Adolphe de Rothschild' (Pernet-Ducher), à la roseraie de Bagatelle.

- 'Maréchal Niel'[61] (Pradel 1864) : 330 fleurs à Brie en 1867, 350 fleurs à Tournai en 1867[62], 500 fleurs à Pontoise en 1868, 750 fleurs à Tournai en 1868, 755 fleurs à Bordeaux[63] en 1868.
- 'Gloire de Dijon'[64] (Jacotot 1850) : 400 fleurs à Brie en 1867, 450 fleurs à Brie en 1873, 300 fleurs à Spa en 1874.
- 'Boule de Neige'[65] (Lacharme 1867) : 300 fleurs à Spa en 1874
- 'Édouard Morren'[66] (Granger 1869) : 110 fleurs à Spa en 1874
- 'Elisa Boëlle'[67] (Guillot père 1869) : 100 fleurs à Spa en 1874
- 'Baronne Adolphe de Rothschild'[68] (Pernet père 1868) : 50 fleurs à Coulommiers en 1869[69]

Le plus difficile était d’arriver à conserver un bon état de fraîcheur aux fleurs, malgré les transports souvent longs et pénibles et il arrivait quelquefois que le retard des trains fasse manquer les expositions aux rosiéristes. Le jury tenait compte de la quantité, de la qualité et de la présentation

### Des variétés de roses plus nombreuses à Brie-Comte-Robert
Quand les expositions avaient lieu à Brie-Comte-Robert, les rosiéristes briards pouvaient afficher un maximum de variétés différentes, ce qui donnait un aperçu du contenu de leurs pépinières. Victor E. Gautreau de Brie, Alexis Poulain de Cerçay, Aubin-Cochet et Scipion Cochet de Suisnes remportaient souvent le concours général avec des quantités allant de 150 à 250 variétés, nombre variable en fonction des conditions climatiques des jours précédents.
En 1878, Victor E. Gautreau expose 300 variétés, et un peu plus de 300 en 1885. Le maximum recensé par Gautreau père étant de 374 variétés en 1883, alors que Scipion Cochet expose cette année-là 500 variétés.
Pour ce type de concours, des étiquettes avec les noms des roses devaient indiquer les différentes variétés et le jury veillait fermement à la bonne nomenclature.

## Les 23 obtentions de Victor Étienne Gautreau
'Alphonse Belin' en 1863, 'Denis Hélye' en 1864, 'Camille Bernardin' (description ci-dessous) en 1865, 'Eugène Scribe' en 1866, 'Vicomtesse de Vézins' (description ci-dessous), 'Baronne de Beauverger' et 'Mademoiselle Élise Chabrier' en 1867, 'Charles Lee' en 1868, 'Souvenir du Prince royal de Belgique', 'Madame Forcade la Roquette' et 'Madame la générale de Caen' en 1869, 'Exposition du Havre' et 'Marquise de Chambon' en 1870, 'Pierre Izambart' et 'Madame Thérèse de Parieu' en 1871, 'Madame de Saint-Pulgent' et 'Souvenir de Spa' (description ci-dessous) en 1872, 'Eugène Delamarre' et 'Madame Guyot de Villeneuve' en 1873, 'Général Terwangne' et 'Madame Rose Charmeux' en 1874, 'Mademoiselle Jules-Grévy' et 'Georges Patinot' en 1879.

### Ses trois créations les plus remarquables

#### Rose 'Camille Bernardin' de 1865

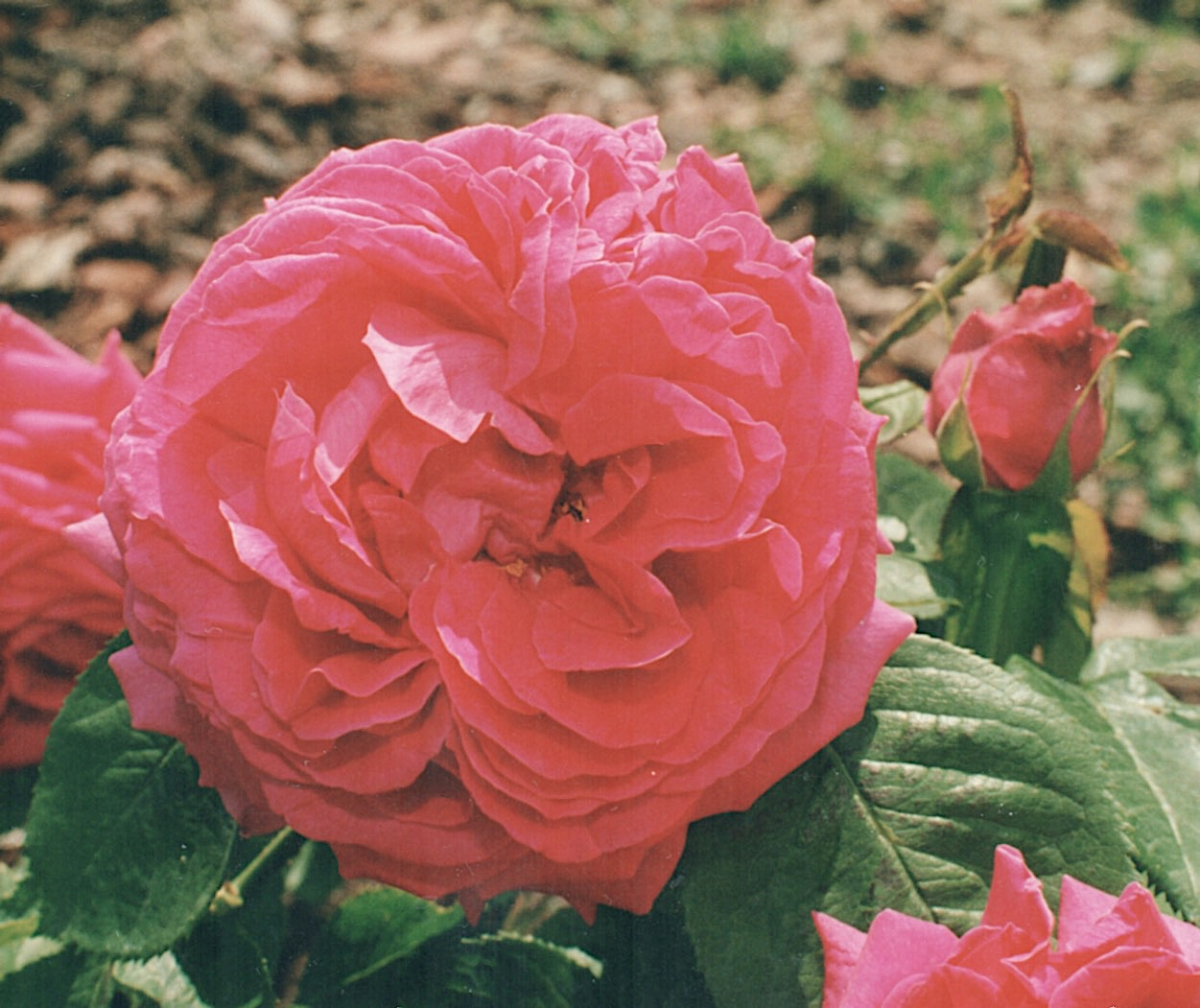
Rose 'Camille Bernardin' de Victor E. Gautreau (photo juin 1996)

Hybride remontant, issu de la variété 'Maurice Bernardin' (1861), fleur opulente de 10 à 11 cm de diamètre, pleine, bien faite, rouge vif à pétales liserés de blanc, très-odorant. Primée à Brie-Comte-Robert (voir ci-dessus), elle se classera parmi les 15 roses les plus parfumées de son époque.

#### Rose 'Vicomtesse de Vézins' de 1867

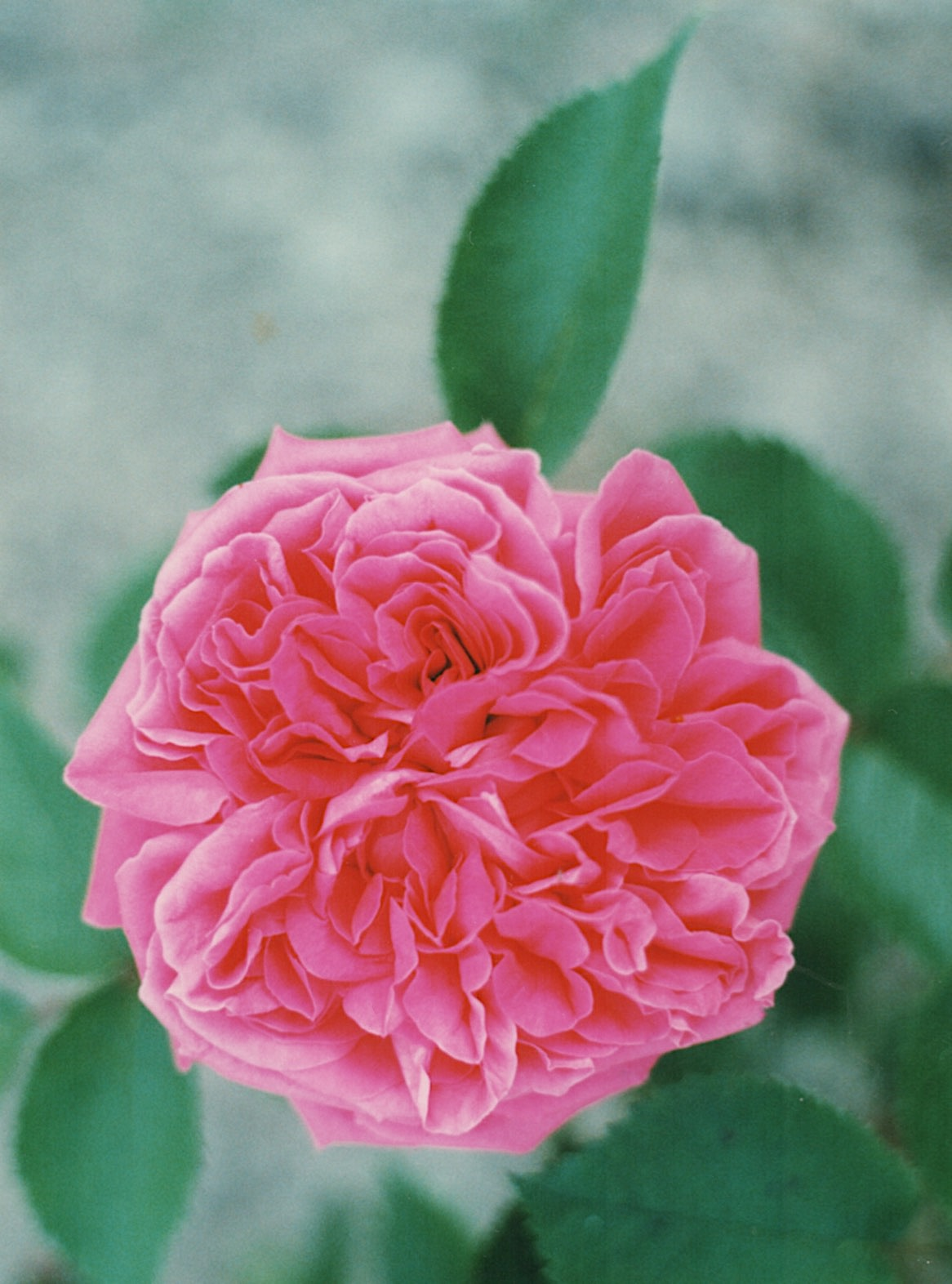
Rose 'Vicomtesse de Vézins' de Victor E. Gautreau (photo juin 1998)

Hybride remontant, fleur élégante au centre à rosette et au colorie rose vif frais. Primée en juin 1867 par la Société nationale d’horticulture de France à l’Exposition universelle de Paris, médaille de bronze, puis à Brie-Comte-Robert le mois suivant.  Voici ce qu'en disait la revue La Belgique Horticole en 1874 : « Je ne dois pas omettre la 'Vicomtesse de Vézins' qui est très florifère et bien fournie : elle ressemble à une 'Baronne Prévost'qu'on aurait fait rougir : elle est d'allure rustique et d'un grand effet dans le jardin. Avec la 'Edouard Morren' ces deux roses sont les deux plus robustes parmi les productions des années précédentes ».
Le dimanche 28 juin 1868, avec les deux autres nouveautés de l’année de Victor E. Gautreau 'Baronne de Beauverger' et 'Mlle Élise Chabrier', 'Vicomtesse de Vézins' figurait dans la corbeille entourée de 3 000 roses que les rosiéristes de la Brie offrirent à l’empereur Napoléon III et à l’impératrice Eugénie au Palais de Fontainebleau.
Elles furent ensuite plantées au jardin des Tuileries.
En 1998, cette variété figurait encore dans la collection de l'Europa-Rosarium de Sangerhausen (Allemagne). L’une des rares à y être proposée en carte postale à la vente, et l’une des plus vendues.

#### Rose 'Souvenir de Spa' de 1872

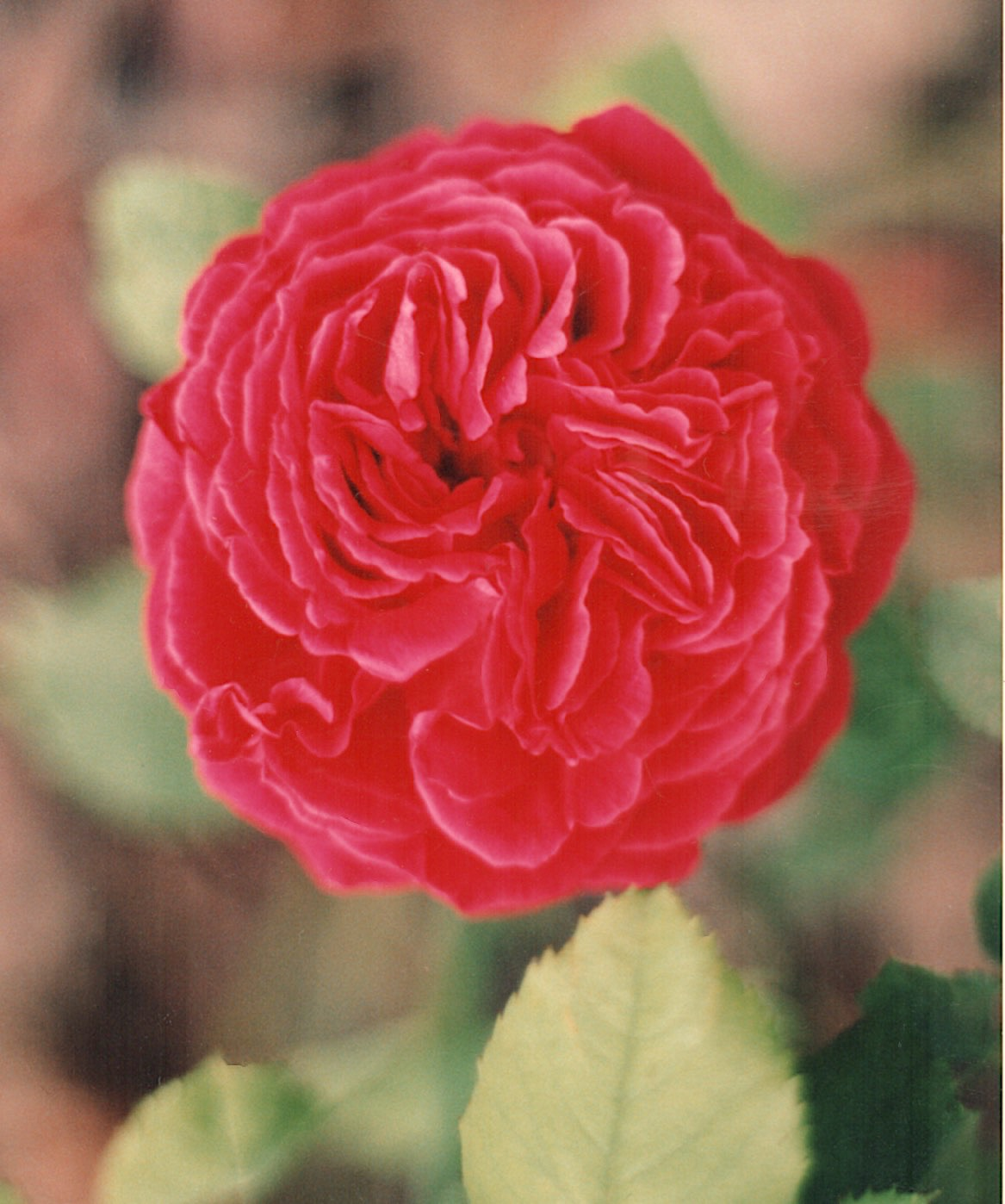
Rose 'Souvenir de Spa' de Victor E. Gautreau (photo juin 1996)

Hybride remontant, issu de la variété 'Madame Victor Verdier' (1863), fleur grande, pleine, globuleuse, au coloris rouge foncé à reflets feu et ponceau. Primée à Spa le 23 juin 1873, « Cette rose marquera par ce baptême l’origine des expositions de roses dans cette ville ».
Elle fut longtemps classée en Allemagne parmi les dix plus belles roses rouges. Un classement dans le journal Rosen-Zeitung de 1888 la place en sixième position des vingt plus belles roses rouges remontantes. Comme 'Camille Bernardin', elle se distingua davantage dans la partie nord de l'Europe, sa couleur rouge lui faisant craindre les chaleurs excessives ainsi que le rapporte en 1936 l'ouvrage de J. Lachaume sur les rosiers : « Il est rare que les rosiers aient à supporter des chaleurs dangereuses. Cependant certaines variétés aux fleurs de couleur foncée, 'Charles Lefèbvre', 'Souvenir de Spa', 'Deuil du Colonel Denfert', etc..., ont souvent leurs roses grillées par les températures élevées, parce qu'elles absorbent trop bien les radiations solaires. » 
La variété 'Comtesse de Camondo' (Lévêque 1880) fut retirée petit à petit des nomenclatures car reconnue en 1898 comme étant un synonyme de 'Souvenir de Spa'.
Déjà en 1887 cette ressemblance fut pourtant constatée dans le Journal des roses. Il est donc à considérer que la gravure coloriée qui fut faite à 'Comtesse de Camondo' en 1884 dans le Journal des roses est représentative de 'Souvenir de Spa'.
En 1912, 'Souvenir de Spa' fut encore citée, par la Société nationale d’horticulture de France, parmi les 300 roses les plus remarquables d'une sélection des 1150 les plus belles au début du XXe siècle.
Un projet de réintroduction de cette rose dans la commune de Spa fut étudié en 1999, mais abandonné, car il n’existe plus de pieds assez forts et sains pour être multipliés convenablement à grande échelle.

### L’introduction des variétés de Gautreau dans quatre des plus anciennes roseraies

#### L’Haÿ-les-Roses, Roseraie du Val-de-Marne
Sous l’impulsion de Jules Gravereaux, cette première grande roseraie créée en 1894 accueille dès 1902 un total de 4 500 variétés de roses.
En 1899, s’y trouvaient déjà onze variétés de Gautreau père & fils, puis en 1902 vingt-deux variétés sur les vingt-quatre. N’y figuraient pas 'Alphonse Belin' (1863) et 'Exposition du Havre' (1870).
En 1994, il ne restera dans ce grand jardin des collections que quatre variétés des rosiéristes Gautreau : 'Camille Bernardin', 'Vicomtesse de Vézins', 'Souvenir de Spa' et 'Mlle Élise Chabrier'.
C’est à partir de greffons prélevés en 1994 sur ces quatre pieds sauvegardés que de nouveaux sujets ont pu voir (provisoirement) le jour (photos ci-contre).

#### Roseraie Europa-Rosarium de Sangerhausen (Allemagne)
Roseraie fondée en 1903 et possédant désormais la plus grande collection au monde avec 7 000 espèces et variétés de roses dénombrées en l'an 2000. 
C’est en 1910 que des variétés de Gautreau ont pu y être introduites grâce à des échanges avec la roseraie de L’Haÿ-les-Roses.
En l’année 1993, elle contenait encore les trois variétés 'Denis Hélye', 'Camille Bernardin' et 'Vicomtesse de Vézins'.

#### Paris, Roseraie de Bagatelle
À l’origine de cette roseraie en 1906, 1 200 variétés furent sélectionnées par Jules Gravereaux comme étant les plus caractéristiques.
Parmi elles figuraient 'Camille Bernardin' et 'Souvenir de Spa'. La première plantée dans la plate-bande n° 14 et la seconde dans la plate-bande n° 18 (déplacée dans la plate-bande n° 20 deux ans plus tard).

#### Rueil-Malmaison, roseraie du château de la Malmaison
C'est encore une roseraie pour laquelle Jules Gravereaux est intervenu, sollicité en 1911 par Jean Ajalbert, écrivain, conservateur du château de la Malmaison.  
Sous le Premier Empire, l'impératrice Joséphine fit planter dans le parc de son château toutes les roses possibles en provenance du monde entier, au total 250 espèces et variétés dont il ne subsistera plus rien au début du XXe siècle. 
Jules Gravereaux qui entreprit de recréer la roseraie de l'Impératrice d'avant 1815 retrouva 197 des 250 types de roses qu'il fit replanter en novembre 1911. C'était en grande partie des espèces sauvages ou botaniques. À celles-ci furent ajoutées 220 autres variétés plus récentes, parmi lesquelles figuraient deux roses hybrides perpétuels de Victor E. Gautreau, 'Souvenir de Spa' et 'Souvenir de Victor Gautreau père'.  
Les propos de Jules Gravereaux sur ces 220 variétés supplémentaires : « Ces rosiers, dont la liste suit, ont pour mission d'encadrer les rosiers de l'Empire. Ils ont été choisis, sans souci de former une collection, pour la beauté de leurs fleurs, ou leur valeur décorative comme arbustes ».

## Une rose en souvenir de Gautreau père

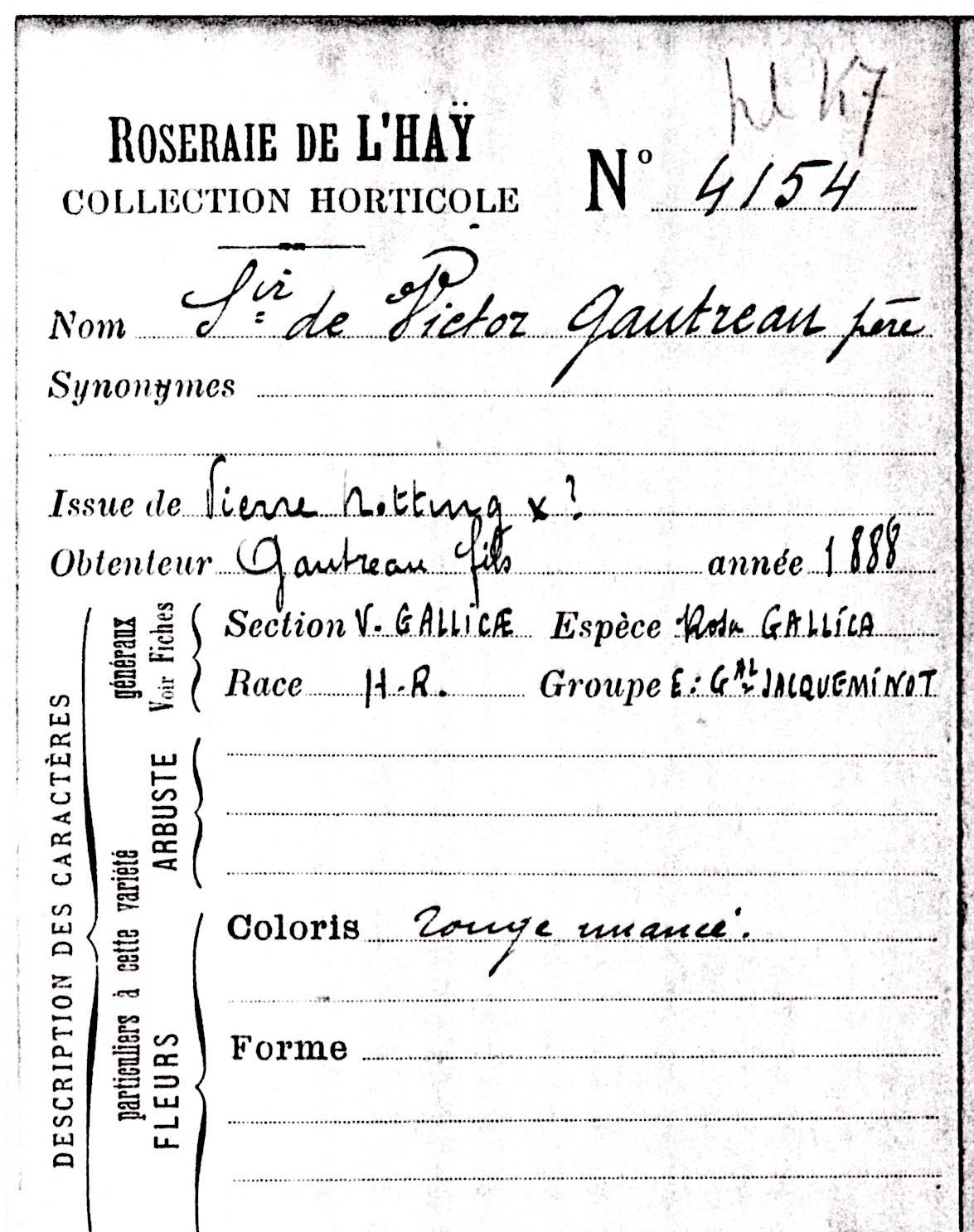
Roseraie de L’Haÿ, fiche d’identité de 1902

Moins de deux mois après le décès de son épouse Geneviève Augustine, Victor Étienne Gautreau quitte à son tour la terre briarde qui l'a vu naître. Un éloge funèbre lui fut consacré dans la Revue horticole : « Le 9 mai 1887 mourait à son domicile, à Brie-Comte-Robert, un rosiériste des plus distingués, M. Victor-Étienne Gautreau, dans sa soixante-douzième année. C’était un cultivateur consciencieux et habile, qui, outre ses connaissances pratiques, avait eu la bonne fortune d’obtenir et de mettre au commerce un certain nombre de belles et bonnes variétés de roses. M. Gautreau était Chevalier du Mérite agricole ».

Deux mois après sa mort, soit en juillet 1887, ses deux fils exposèrent à Troyes une variété de rose sortie des derniers semis de leur père, issue de la variété 'Pierre Notting' (1863), qui présentait quelques caractéristiques intéressantes. Cette 24e et dernière rose Gautreau, commercialisable dès 1888, lui fut dédiée et portera le nom 'Souvenir de Victor Gautreau père' après avoir été primée à l'exposition de Troyes : 

« MM. Gautreau frères, rosiéristes à Brie-Comte-Robert, annoncent la mise en vente de la rose nouvelle dont nous donnons ci-dessous la description : 'Souvenir de Victor Gautreau père' (hybride remontant), arbuste très vigoureux, rameaux moyens droits, vert clair, aiguillons peu nombreux et petits, feuilles à 5 folioles vert foncé, fleur moyenne, globuleuse, très bien faite, se tenant parfaitement. Coloris rouge foncé nuancé de carmin velouté, revers des pétales rose carminé. Cette variété remarquable par son coloris, la beauté de son bouton et de sa fleur, a l'avantage tout particulier d'avoir un parfum très prononcé et très agréable, plante de premier mérite. Nota - Cette variété a obtenu une médaille d'argent à l'exposition de roses, à Troyes, le 3 juillet 1887. »

## Distinctions
- Chevalier de l'ordre du Mérite agricole